# Omer (Michigan)
Omer est une cité de 313 habitants (en 2010) du comté d'Arenac dans l'État du Michigan aux États-Unis.

## Histoire
Fondée par George Gorie et George Carscallen en 1860, la cité s'appelait initialement Rifle River Mills. Carscallen voulut la rebaptiser du nom de Homer mais, se rendant compte qu'une ville du Michigan portait déjà ce nom, il décida de supprimer le H pour ne garder que le nom actuel d'Omer.